# Färöische Fußballmeisterschaft 1985
Die Färöische Fußballmeisterschaft 1985 wurde in der 1. Deild genannten ersten färöischen Liga ausgetragen und war insgesamt die 43. Saison. Sie startete am 27. April 1985 mit dem Spiel von NSÍ Runavík gegen GÍ Gøta und endete am 23. September 1984.
Aufsteiger ÍF Fuglafjørður kehrte nach zwei Jahren in die höchste Spielklasse zurück. Meister wurde Titelverteidiger B68 Toftir, die den Titel somit zum zweiten Mal erringen konnten. Absteigen musste hingegen ÍF Fuglafjørður nach einem Jahr Erstklassigkeit.
Im Vergleich zur Vorsaison verschlechterte sich die Torquote auf 2,62 pro Spiel, was nach 1982 den zweitniedrigsten Schnitt in der höchsten Spielklasse nach Einführung des Ligaspielbetriebs 1947 bedeutete. Den höchsten Sieg erzielte GÍ Gøta mit einem 9:0 im Heimspiel gegen ÍF Fuglafjørður am zwölften Spieltag, was zugleich das torreichste Spiel darstellte.

## Modus
In der 1. Deild spielte jede Mannschaft an 14 Spieltagen jeweils zwei Mal gegen jede andere. Die punktbeste Mannschaft zu Saisonende stand als Meister dieser Liga fest, die letzte Mannschaft stieg in die 2. Deild ab.

## Saisonverlauf

### Meisterschaftsentscheidung
Bis zum dritten Spieltag führten HB Tórshavn und TB Tvøroyri mit zwei Siegen und einem Unentschieden punkt- und torgleich die Tabelle an. Am vierten Spieltag kassierte HB mit einem 1:4 im Auswärtsspiel gegen GÍ Gøta die erste Niederlage, während TB mit einem 1:0-Heimsieg gegen ÍF Fuglafjørður die Spitzenposition verteidigen konnte. Nach zwei Niederlagen, einem 1:2 im Auswärtsspiel gegen KÍ Klaksvík sowie einem 2:4 im Heimspiel gegen LÍF Leirvík, übernahm KÍ Klaksvík die Tabellenführung. Doch auch diese währte nicht lange und nach einer 0:5-Auswärtsniederlage gegen LÍF Leirvík am achten Spieltag übernahm wieder HB den ersten Platz durch die bessere Tordifferenz. Am zehnten Spieltag verlor HB ebenfalls gegen LÍF, so dass erstmals B68 Toftir, die bis zu diesem Zeitpunkt durch ein 1:4 am ersten Spieltag im Auswärtsspiel gegen TB Tvøroyri nur einmal verloren hatten, an der Spitze stand und diese bis zum Saisonende auch nicht mehr abgab. Die Entscheidung um die Meisterschaft fiel dennoch erst am letzten Spieltag. B68 konnte sein Auswärtsspiel gegen NSÍ Runavík mit 1:0 gewinnen, so dass die beiden punktgleichen Verfolger den Rückstand von zwei Punkten nicht mehr wettmachen konnten. So nützte weder HB Tórshavn der 1:0-Auswärtssieg gegen TB Tvøroyri noch KÍ Klaksvík der 4:1-Auswärtssieg gegen GÍ Gøta.

### Abstiegskampf
Vom ersten bis zum letzten Spieltag belegte ÍF Fuglafjørður durchgängig den letzten Platz. Der erste Punktgewinn gelang erst am siebten Spieltag mit einem 2:2 im Auswärtsspiel gegen LÍF Leirvík, am elften Spieltag gelang zu Hause mit dem 2:0 gegen TB Tvøroyri der erste Sieg, doch der Abstand zu TB betrug zu diesem Zeitpunkt bereits sechs Punkte, so dass die Entscheidung um den Abstieg auch schon am nächsten Spieltag fiel. TB verlor zwar sein Heimspiel gegen KÍ Klaksvík mit 0:3, da allerdings auch ÍF sein Auswärtsspiel gegen GÍ Gøta mit 0:9 verlor, war der Abstieg besiegelt.

## Abschlusstabelle
| Pl. | Verein              | Sp. | S | U | N  | Tore    | Diff. | Punkte |
| --- | ------------------- | --- | - | - | -- | ------- | ----- | ------ |
| 1.  | B68 Toftir (M)      | 14  | 8 | 5 | 1  | 021:700 | +14   | 21:70  |
| 2.  | HB Tórshavn (P)     | 14  | 9 | 1 | 4  | 024:150 | +9    | 19:90  |
| 3.  | KÍ Klaksvík         | 14  | 9 | 1 | 4  | 020:140 | +6    | 19:90  |
| 4.  | LÍF Leirvík         | 14  | 5 | 4 | 5  | 021:180 | +3    | 14:14  |
| 5.  | GÍ Gøta             | 14  | 5 | 3 | 6  | 027:210 | +6    | 13:15  |
| 6.  | NSÍ Runavík         | 14  | 4 | 3 | 7  | 013:160 | −3    | 11:17  |
| 7.  | TB Tvøroyri         | 14  | 3 | 4 | 7  | 012:210 | −9    | 10:18  |
| 8.  | ÍF Fuglafjørður (N) | 14  | 2 | 1 | 11 | 009:350 | −26   | 05:23  |

Platzierungskriterien: 1. Punkte – 2. Tordifferenz – 3. geschossene Tore

| (M) | Meister des Vorjahrs           |
| (P) | Pokalsieger des Vorjahrs       |
| (N) | Neuaufsteiger aus der 2. Deild |

## Spiele und Ergebnisse
|                 | B68 | GÍ  | HB  | ÍF  | KÍ     | LÍF | NSÍ | TB  |
| --------------- | --- | --- | --- | --- | ------ | --- | --- | --- |
| B68 Toftir      |     | 1:1 | 2:0 | 1:0 | 01:0 1 | 0:0 | 0:0 | 0:0 |
| GÍ Gøta         | 0:4 |     | 4:1 | 9:0 | 1:4    | 1:2 | 1:3 | 4:0 |
| HB Tórshavn     | 1:2 | 2:1 |     | 2:0 | 1:0    | 0:1 | 5:0 | 2:1 |
| ÍF Fuglafjørður | 0:4 | 1:2 | 1:4 |     | 0:1    | 3:1 | 0:1 | 2:0 |
| KÍ Klaksvík     | 0:0 | 2:1 | 1:2 | 3:0 |        | 1:0 | 1:0 | 2:1 |
| LÍF Leirvík     | 1:2 | 0:1 | 1:1 | 2:2 | 5:0    |     | 1:3 | 1:1 |
| NSÍ Runavík     | 0:1 | 0:0 | 1:2 | 4:0 | 0:2    | 1:2 |     | 0:1 |
| TB Tvøroyri     | 4:1 | 1:1 | 0:1 | 1:0 | 0:3    | 2:4 | 0:0 |     |

## Torschützenliste
Bei gleicher Anzahl von Treffern sind die Spieler nach dem Nachnamen alphabetisch geordnet.
| Platz | Spieler                 | Verein      | Tore |
| ----- | ----------------------- | ----------- | ---- |
| 1     | Símun Petur Justinussen | GÍ Gøta     | 10   |
| 2     | Aksel Højgaard          | B68 Toftir  | 06   |
| 2     | Erling Jacobsen         | HB Tórshavn | 06   |
| 2     | Martin Nugent           | LÍF Leirvík | 06   |
| 5     | Eyðun Gaardbo           | NSÍ Runavík | 05   |
| 5     | Pauli Jarnskor          | GÍ Gøta     | 05   |
| 5     | Ingolf Petersen         | B68 Toftir  | 05   |
| 8     | Poul Enok Hansen        | GÍ Gøta     | 04   |
| 8     | Hartvig Joensen         | HB Tórshavn | 04   |
| 8     | Kári Nielsen            | HB Tórshavn | 04   |

## Trainer
| Mannschaft      | Trainer           | Spieltage |
| --------------- | ----------------- | --------- |
| B68 Toftir      | John Kramer       | 01–14     |
| GÍ Gøta         | Thomas Herde      | 01–14     |
| HB Tórshavn     | Sverri Jacobsen   | 01–14     |
| ÍF Fuglafjørður | Petur Simonsen    | 01–14     |
| KÍ Klaksvík     | Peter Kordt       | 01–14     |
| LÍF Leirvík     | Lasse Christensen | 01–14     |
| NSÍ Runavík     | Ian Salter        | 01–14     |
| TB Tvøroyri     | John Rødgaard     | 01–14     |

Während der gesamten Saison gab es keine Trainerwechsel.

## Spielstätten
| Mannschaft      | Stadion        | Spielort     |
| --------------- | -------------- | ------------ |
| B68 Toftir      | Svangaskarð    | Toftir       |
| GÍ Gøta         | Sarpugerði     | Norðragøta   |
| HB Tórshavn     | Gundadalur     | Tórshavn     |
| ÍF Fuglafjørður | Í Fløtugerði   | Fuglafjørður |
| KÍ Klaksvík     | Við Djúpumýrar | Klaksvík     |
| LÍF Leirvík     | Uppi á Brekku  | Leirvík      |
| NSÍ Runavík     | Við Løkin      | Runavík      |
| TB Tvøroyri     | Sevmýri        | Tvøroyri     |

## Schiedsrichter
Folgende Schiedsrichter leiteten die 56 Erstligaspiele (zu fünf Spielen fehlen die Daten):
| Name                    | Stammverein     | Spiele |
| ----------------------- | --------------- | ------ |
| Kim Ejdesgaard          | Fram Tórshavn   | 07     |
| Baldvin Baldvinsson     | B36 Tórshavn    | 04     |
| Niklas á Líðarenda      | GÍ Gøta         | 04     |
| Øssur Mohr              | ÍF Fuglafjørður | 04     |
| Martin á Mýrini         | HB Tórshavn     | 04     |
| Nemus Napoleon Djurhuus | HB Tórshavn     | 03     |
| Jens Straagaard Holm    | ÍF Fuglafjørður | 03     |
| Jákup Fr. Joensen       | GÍ Gøta         | 03     |
| Preben Olsen            | VB Vágur        | 03     |
| Agnar Bech              | B36 Tórshavn    | 02     |
| John Eysturoy           | HB Tórshavn     | 02     |
| Símun Petur Hjelm       | KÍ Klaksvík     | 02     |
| Egga Jensen             | HB Tórshavn     | 02     |
| Kristmar E. Johannesen  | ÍF Fuglafjørður | 02     |
| Símun J. Samuelsen      | LÍF Leirvík     | 02     |

Weitere vier Schiedsrichter leiteten jeweils ein Spiel.

## Die Meistermannschaft
In Klammern sind die Anzahl der Einsätze sowie die dabei erzielten Tore genannt.
| 1. | B68 Toftir |
|    | Jóhannus Danielsen (1/0) \| Fróði Davidsen (2/1) \| Mathias Davidsen (8/0) \| Absalon Hansen (12/1) \| Asbjørn Hansen (14/0) \| Jens Christian Hansen (14/0) \| Aksel Højgaard (13/6) \| Ingemar Højgaard (9/0) \| Edmund Jacobsen (13/0) \| Óli Heri Joensen (2/0) \| Símun Johannesen (4/0) \| Jørn Kramer (7/2) \| Per Mikkelsen (7/0) \| Kjartan Nesá (14/0) \| Eyðfinn Olsen (13/0) \| Jógvan Martin Olsen (6/2) \| Ingolf Petersen (9/5) ohne Einsatz: Andreas V. Andreassen \| Atli Joensen \| Olaf Magnussen - Trainer: John Kramer |

## Nationaler Pokal
Im Landespokal gewann GÍ Gøta mit 4:2 gegen NSÍ Runavík. Meister B68 Toftir schied bereits in der 2. Runde mit 2:3 gegen GÍ Gøta aus.